# Juan José Castelli (Stadt)
Juan José Castelli ist eine Stadt im Norden Argentiniens. Sie liegt im zentralen Westen der Provinz Chaco im Gebiet des sogenannten Impenetrable, eines undurchdringlichen Trockenwaldes, der allerdings heute zum großen Teil abgeholzt und durch Kulturland ersetzt wurde.

## Bevölkerung
Neben den Einwanderern und ihren Nachkommen stammt in Castelli weiterhin ein Großteil der Bevölkerung von Ureinwohnern ab, insbesondere von den Wichí und Toba.
Juan José Castelli ist – mit Ausnahme von einigen Vororten in Ballungsräumen – nach dem Badeort Pinamar die am schnellsten wachsende Stadt über 20.000 Einwohner in Argentinien. Sie wuchs zwischen 1991 und 2001 von 27.216 auf 36.588 an.

## Geschichte
Die Spanier siedelten sich im 18. Jahrhundert in der Region um Juan José Castelli an, sie gründeten im Gebiet drei Jesuitenreduktionen. Die Gründung der Stadt erfolgte jedoch erst im Jahr 1930, als eine Gruppe von Einwanderern, die meisten deutschen Ursprungs, die Colonia Agrícola Juan José Castelli gründete. Die Kolonie prosperierte schnell und wurde bald darauf ans Eisenbahnnetz angeschlossen.
Im Jahr 2005 wurde die Region rund um Juan José Castelli von einer verheerenden Dürre heimgesucht, die die Stadt landesweit in die Schlagzeilen brachte.

## Sehenswürdigkeiten
In Juan José Castelli gibt es einen privaten Zoo, in dem die typischen Tiere aus der Region gehalten werden. Besondere architektonische Sehenswürdigkeiten gibt es keine; das Stadtbild ist modern-rationalistisch gehalten. 

## Wirtschaft
Juan José Castelli ist das Dienstleistungszentrum für den gesamten zentralen Westen der Provinz Chaco. In der Umgebung wird Landwirtschaft betrieben, vor allem wird Baumwolle angebaut sowie Vieh gezüchtet. Weiterhin ist die Forstwirtschaft von Bedeutung, in Juan José Castelli werden unter anderem Masten und Holzkohle hergestellt.